# Judit Ágoston
Judit Ágoston   (Miskolc, 21 de gener de 1937 - Göd, 12 de maig de 2013) fou una tiradora d'esgrima hongaresa, especialista en floret, que va competir entre finals de la dècada de 1950 i començaments de la de 1970. Es casà amb el també medallista olímpic Tamás Mendelényi.

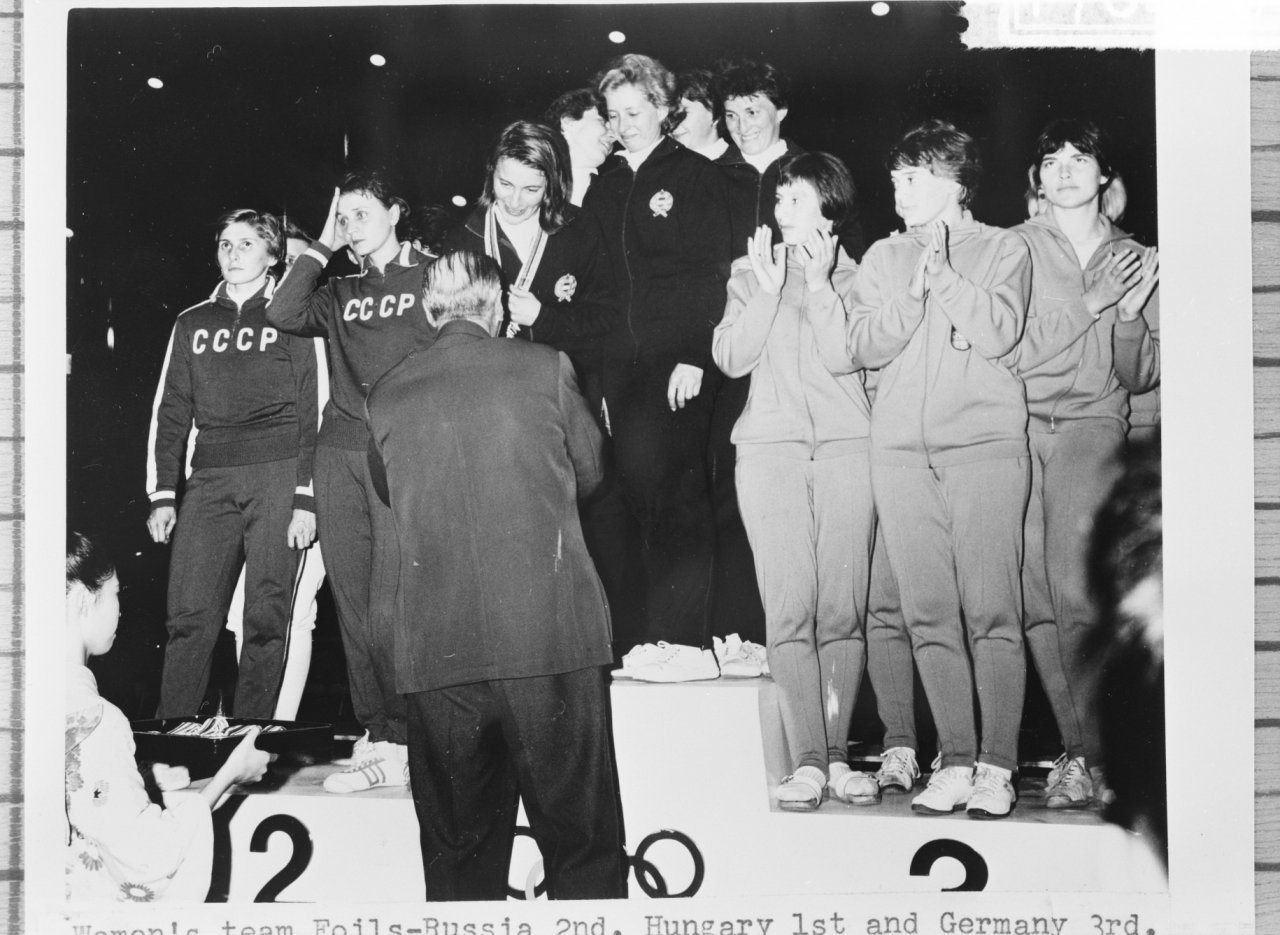
Imatge del podi on guanyà la medalla d'or per equips durant els Jocs Olímpics d'estiu de 1964.

El 1964 va prendre part en els Jocs Olímpics d'Estiu de Tòquio, on va guanyar la medalla d'or en la prova del floret per equips del programa d'esgrima.
En el seu palmarès també destaquen tres medalles al Campionat del món d'esgrima, dues de plata i una de bronze, entre les edicions de 1961 i 1971. També guanyà tres medalles a les Universíades, una d'or el 1957 i una de plata i una de bronze el 1963. Guanyà tres campionats d'Hongria per equips, el 1958, 1964 i 1968.